# Gorillismo
Gorillismo (in spagnolo gorilismo) è un termine che indica pratiche politiche autoritarie e repressive, con particolare riferimento alle dittature militari conservatrici e filo-occidentali dell'Argentina e in generale dell'America Latina del periodo della guerra fredda. Il termine è tuttavia in uso nel dibattito politico latinoamericano anche nel corso del XXI secolo.